# Diarrhegma modestum
Diarrhegma modestum är en tvåvingeart som först beskrevs av Fabricius 1805.  Diarrhegma modestum ingår i släktet Diarrhegma och familjen borrflugor. Inga underarter finns listade i Catalogue of Life.